# Chim hồng yến

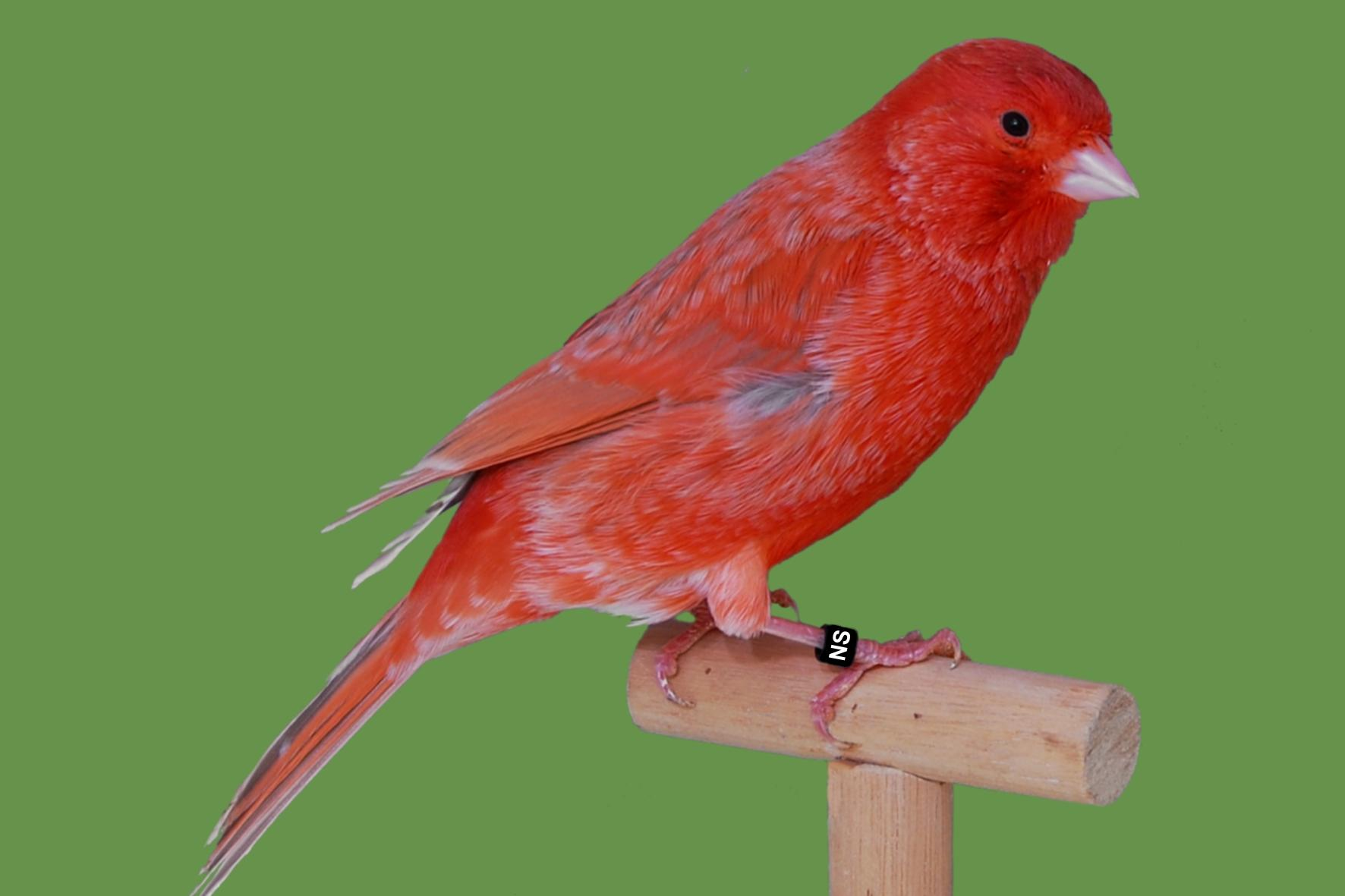
Một con hồng yến

Chim hồng yến (tiếng Anh: Red factor canary) là những biến thể phổ biến của chim yến hót với sắc lông đỏ hồng. Nó được đặt tên theo bộ lông đầy màu sắc của chúng và là một con chim yến màu được lai tạo cho sự mới lạ của màu sắc hơn là cho mục đích thưởng lãm tiếng hót. Nó được nuôi giữ bởi những người muốn một con vật cưng cũng như những người thích thể hiện.

## Đặc điểm
Hồng yến là một con chim năng động nhưng cũng dễ dàng để nuôi giữ, tuy nhiên nó không phải là dễ dàng để nhân giống. Những con chim hồng yến lần đầu tiên được nuôi trong những năm 1920, nó là loài chim hoàng yến duy nhất có một phần của màu đỏ như một phần của bộ lông của nó. Nó được phát triển như là một sự kết hợp giữa một loại chim khác như loài chim sọc đỏ (Spinus cucullata) hiện nay đang bị nguy cấp, và một loài chim có sắc vàng (Serinus canaria).
Một con chim hồng yến có cơ thể chắc chắn, các sắc màu đỏ có chiều dài khoảng 5 1/2 inch (14 cm). Những loài chim yến được nuôi để cho việc thưởng lãm màu sắc vì vậy nhiều dòng của loài chim hoàng yến này tồn tại ngày nay. Chúng được chia thành các lớp Melanins và Lipochromes. Chúng được chia thành các tông từ việc ảnh hưởng đến màu sắc tươi sáng của chúng sẽ xuất hiện như thế nào. Chim hồng yến Quần đảo Canarie đỏ thường có ở hầu hết các cửa hàng vật nuôi, và cũng có thể được tìm thấy qua các chương trình về chim, câu lạc bộ chơi chim, nhà lai tạo, và trên internet.
Chim Yến dòng thuần chủng có bốn loại, mỗi loại chỉ sở hữu duy nhất một màu lông: Hồng Yến lông màu hồng, Hoàng Yến màu vàng, Thanh Yến mang màu xanh, và Bạch Yến có màu trắng. Ngày nay, do được lai tạo, chim Yến cảnh có thêm những dòng chim vân, chim lem, mỗi cá thể chim Yến lai mang nhiều màu sắc. Đặc điểm khác biệt của dòng chim thuần chủng so với chim lai ở vóc dáng nhỏ hơn, vẻ thanh thoát, tinh anh và giọng hót lại đặc sắc hơn nên được mệnh danh "tứ quý Hồng, Hoàng, Thanh, Bạch". 